# قسم زازران الريفي (مقاطعة فلاورجان)
قسم زازران الريفي (بالفارسية: دهستان زازران) هي منطقة سكنية تقع في البلدة المركزية في إيران. يقدر عدد سكانها بـ 14,243 نسمة .